# Careware
Careware (oder auch Charityware, Helpware, Goodware) ist Software, welche so lizenziert ist, dass der Vertrieb einem guten Zweck dient.
Careware wird häufig kostenlos vertrieben, wobei der Autor den Benutzer darum ersucht, für einen bestimmten guten Zweck Geld zu spenden. So ist zum Beispiel der Texteditor Vim freie Software. Der Autor Bram Moolenaar bittet den Benutzer allerdings, Geld an den Verein „ICCF Holland“ zu spenden, der damit AIDS-Waisen in Uganda hilft. Bei kommerzieller Careware ist im Kaufpreis eine Abgabe für einen guten Zweck enthalten.
Der Software-Autor Paul Lutus versteht unter seinem Begriff von Careware keinen finanziellen Austausch, sondern die Aufforderung, dass die Nutzer seines Editors Arachnophilia für einen kleinen Zeitraum bewusster und positiver leben sollen.